# Wire-wrap

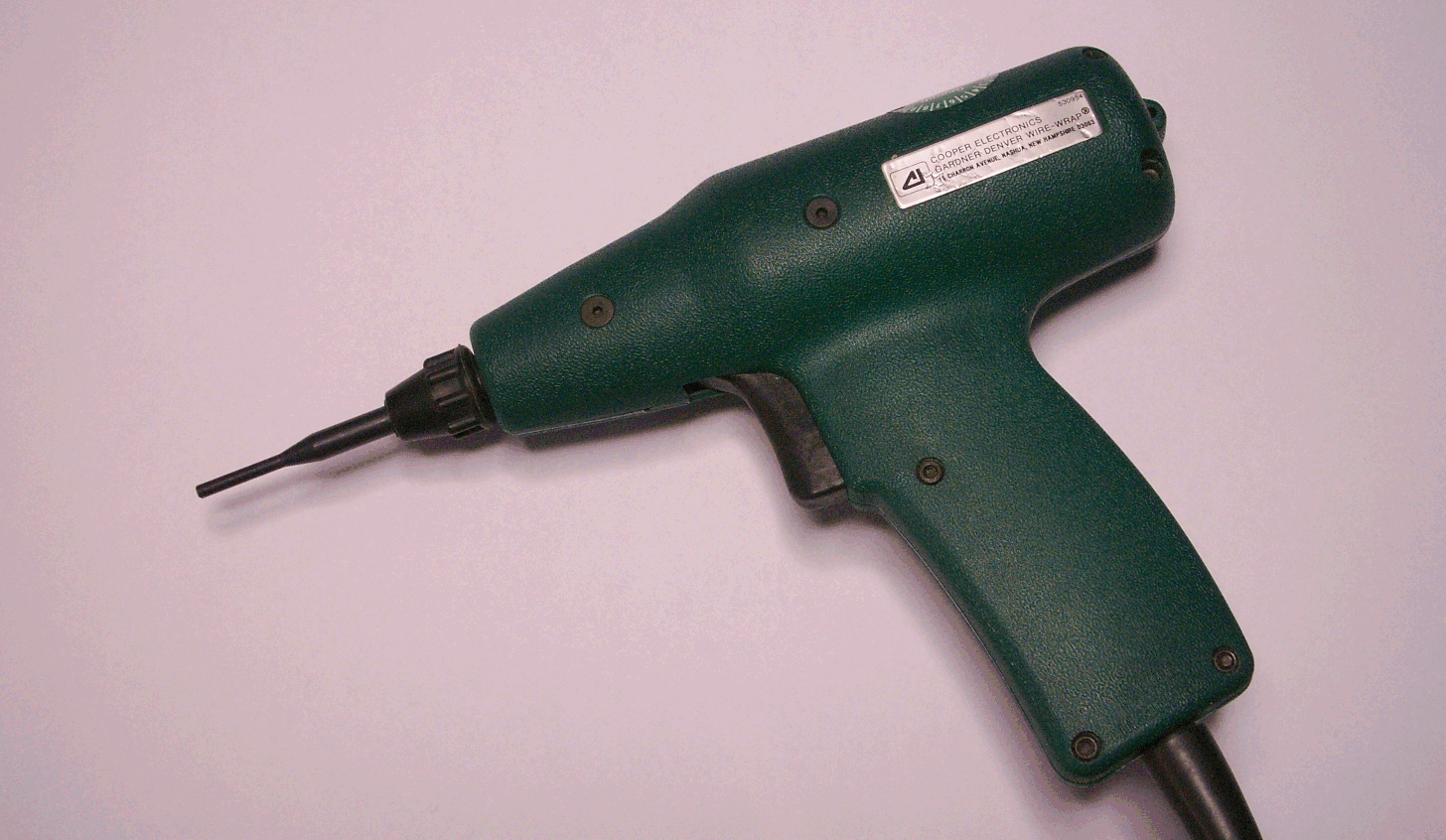
Elektrisch wire-wrapgereedschap

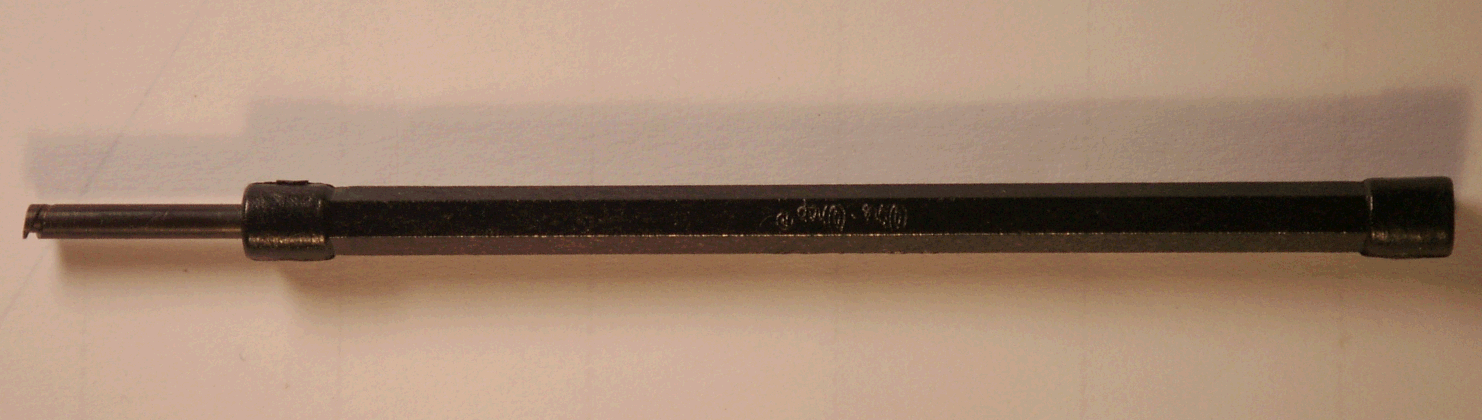
Handgereedschap voor wire-wrapverbinding

Wire-wrap is een aansluitmethode die vooral op connectoren uitgevoerd wordt of voor het bouwen van prototypen van elektronische schakelingen. Ook wordt deze aansluitmethode veel gebruikt voor het verbinden van kabeladers op printplaten van telefooncentrales. De connector of ander aansluitstuk, bijvoorbeeld een voet voor een geïntegreerde schakeling is voorzien van vierkante aansluitpinnen, van ongeveer 0,5 × 0,5 millimeter.
Het principe is dat de aansluitdraden met een kleine draaddoorsnede rond de aansluitpinnen op de connector of het aansluitstuk gewikkeld worden. Vandaar de naam wire-wrap (draadwikkelen). De gestripte ader klemt op de scherpe hoeken van de pin, hierdoor komt de draad vast te zitten en wordt de elektrische geleiding gegarandeerd. Deze verbinding is eventueel los te nemen door het aansluitdraad in tegenovergestelde richting terug te draaien.
Voor het maken van betrouwbare verbindingen wordt een stuk gereedschap gebruikt waar de (over ongeveer vier cm) ontblote geleider in wordt gestoken. Het gereedschap maakt met de geleider een roterende beweging rond de aansluitpin. Zo wordt een goede aansluiting van de geleider rond de aansluiting gemaakt. De overgangsweerstand van dergelijke contacten is lager dan wat men met solderen kan bereiken.
Voor het wire-wrappen zijn speciale gereedschappen ontwikkeld waarmee men handmatig (als met een soort van schroevendraaier) of met behulp van een elektromotortje (als met een schroefmachine) verbindingen kan maken en verwijderen.
Dit systeem wordt niet gebruikt om grote vermogens aan te sluiten.